# Calotes versicolor
Calotes versicolor es un lagarto agámido autóctono en gran parte de Asia. Ha sido introducido en muchos territorios que en principio eran ajenos a su área de distribución.

## Morfología
Tiene dos conjuntos de espinas pequeñas sobre cada orificio auditivo; esos conjuntos de espinas están bien separados uno del otro. En los ejemplares de Afganistán, esas espinas son más pequeñas aún, y hasta carecen de ellas algunas hembras. 
C. versicolor presenta una cresta dorsal, de alzada moderada en la nuca y en el principio del lomo, cuyo tamaño disminuye gradualmente a lo largo de éste hasta desparecer hacia la mitad, en los casos de los ejemplares jóvenes, y que llega hasta el comienzo de la cola en los casos de los más grandes.
El saco gular no está desarrollado, y las escamas situadas justo debajo de la mandíbula tienen un tamaño mucho más reducido que las otras. 
Hacia la mitad del tronco, si se considera un anillo alrededor de él en un plano perpendicular al espinazo, ese anillo estaría formado por series de escamas en un número de 39 a 43. 
El pie trasero, medido desde el talón hasta el extremo del cuarto dedo, no es mucho más largo que la cabeza en el adulto, y es bastante más en el juvenil.
Los ejemplares de Ceilán son de mayor tamaño que los de otras regiones. 

## Biología y ecólogia
Se encuentran con frecuencia entre la maleza, incluso en zonas muy urbanizadas.
Como algunos lagartos del género Anolis y como los camaleones, tiene la facultad de cambiar de color, si bien ésta no está tan desarrollada como en ellos. 
Durante la estación reproductiva, en mayo y en junio, la cabeza y los hombros de los machos son de un color que oscila en la gama del naranja claro al escarlata, y la garganta es de color negro. Después de la victoria en la lucha con un rival, la cabeza del macho se enrojece. También se enrojece para disuadir al rival, y ese mecanismo se resalta con movimientos de alzado de cabeza.
El macho intenta atraer a la hembra hinchando la garganta y llamando la atención a la coloración de la cabeza.
La hembra pone de 5 a 20 huevos cubiertos de una piel coriácea, fusiformes y de unos 16 mm cada uno en huecos de árboles o en hoyos excavados en suelo húmedo que después cubrirá. La eclosión se produce a las 6, 7, 8 o 9 semanas. Los neonatos alcanzarán la edad reproductiva al año.
En los días soleados, es frecuente ver a este animal subido en una rama o en un muro, tomando el sol con la boca abierta. Tras un chaparrón, estos lagartos se precipitarán al suelo para devorar los insectos y las larvas que hayan caído de los árboles con la lluvia.
C. versicolor se alimenta sobre todo de insectos y de pequeños vertebrados, entre ellos otros lagartos y también roedores. Ocasionalmente, también se alimenta de vegetales.
Los dientes de C. versicolor no cumplen la función de arrancar las partes de la presa, sino de sujetarla: el lagarto se traga la presa entera después de aturdirla sacudiéndola. A veces, algunos lagartos jóvenes mueren atragantados al intentar ingerir una presa demasiado grande.

## Distribución
La zona de distribución de esta especie comprende en principio estas regiones:
- Sureste del Irán.
- Afganistán.
- Pakistán.
- Nepal.
- Bután.
- Birmania.
- Tailandia.
- Vietnam y la Isla Côn Sơn.
- En el sur de China: Yunnan, Cantón, Guangxi, Hong Kong, Hainan.
- India y las Islas Andamán; es muy abundante en la India continental.
- Ceilán.
- Malasia Peninsular.
- Islas Maldivas.
- En Indonesia: Sumatra.
- En las Islas Mauricio: Isla de la Reunión.
- En las Islas Mascareñas: Isla Rodrigues.

Además, ha sido introducida en Singapur, en Omán y en los Estados Unidos. La población de Singapur procede de Malasia y de Tailandia, y constituye una amenaza para la de otro agámido, que es especie autóctona: Bronchocela cristatella.

## Mantenimiento en cautividad
Es un animal que requiere unos cuidados especiales. Ante la manipulación es un poco hostil, y tiende a huir cuando se ve acorralado, siendo sus movimientos de gran velocidad, por lo que es recomendable manipularlo sólo cuando sea necesario, como, por ejemplo, para llevarlo al veterinario o para limpiar el terrario.
Para que goce de buena salud, se debe disponer en primer lugar de un terrario con unas medidas de al menos 150 cm de largo, 80 cm de ancho y 80 cm de alto, siendo la medida ideal 200 de largo por 80 de ancho y 120 de alto. En caso de alojar a más de un individuo, las dimensiones deben aumentar, y nunca se debe colocar más de un macho en un mismo terrario, puesto que son animales muy territoriales. Se debe realizar una limpieza completa de su hábitat una vez por mes.
Se debe incluir en su entorno varias plantas, como por ejemplo poto, fico y filodendro. También es muy importante la presencia de lianas en diferentes alturas, y de troncos para que puedan trepar. Es importante contar con estos accesorios, puesto que es una especie arborícola, por lo que pasará la mayor parte del tiempo subido a ellos. Los escondites también son necesarios: es una manera de que puedan evitar la tensión nerviosa y de que se refugien cuando necesiten una zona más fresca.
Para una iluminación óptima, se debe colocar un tubo fluorescente para animales de hábitats subtropicales o tropicales. Es importante que la iluminación sea adecuada para que tenga un buen funcionamiento el metabolismo y sintetice la vitamina D3 correctamente. Hay que generar un fotoperiodo de 12 a 14 horas de luz, dependiendo de la estación del año. Además, es necesario establecer un punto de calor para la noche utilizando una bombilla que genere calor, o una manta térmica.
Siempre hay que asegurarse de que los artefactos estén por fuera del terrario o que tengan una rejilla para evitar que el animal entre en contacto directo y se queme. Si se utiliza una manta térmica, se pueden colocar piedras sobre el sustrato.
La temperatura debe ser de 25 a 31 °C por el día, y de 21 a 23 por la noche. La humedad debe ser de un 65 a un 70%. 
Como sustrato, hay que emplear fibra de coco, que retiene muy bien la humedad. Además hay que rociar el interior del terrario diariamente, o bien utilizar un humidificador automático que lo haga al menos una vez por día en invierno y dos en verano. Hay que instalar un bebedero lo suficientemente grande, ya que el animal suele bañarse en él. El agua se debe cambiar con frecuencia, a ser posible todos los días, ya que suele defecar en el mismo bebedero.

### Alimentación
La alimentación debe ser cada dos días, y debe constar de grillos, gusanos de seda, cucarachas, larvas de tenebriónidos (como son las de zofoba y los gusanos de la harina), y gusanos de la miel (larvas de la polilla de la cera), además de complejos vitamínicos y minerales especiales para reptiles dos veces por semana. A los adultos, además, se les puede suministrar esporádicamente crías de ratón sin pelo. La dieta debe ser variada para evitar deficiencias de nutrientes esenciales.